# Jamie Chua
 (février 2019).
Pour les articles homonymes, voir Chua.
Jamie Chua, née le 24 octobre 1973 à Singapour, est une styliste et entrepreneure singapourienne,.
Depuis quelques années, elle collabore régulièrement avec les maisons de couture Hermes Icon.

## Biographie

### Carrière
Jamie Chua était une hôtesse de l’air travaillant pour Singapore Airlines. Après son mariage, elle a arrêté de travailler et a fondé avec son mari une entreprise de fabrication de chaussures : Cloud 9 Lifestyle. En 2007, Chua a fondé la première boutique de chaussures sous la marque « Manolo Blahnik » à l’hôtel Hilton en Asie du Sud-Est.

### Vie privée
À l'âge de vingt ans, Chua rencontre Nurdian Cuaca, un homme d'affaires indonésien, alors qu'elle travaillait comme hôtesse de l'air. Ils se sont mariés et ont eu deux enfants, Calista et Cleveland.
Ils se sont séparés en 2011.